# Ueda Akinari
Ueda Akinari ou Ueda Shüsei (上田 秋成, Osaka, 25 de Julho de 1734 — Kyoto, 8 de Agosto de 1809) foi um escritor japonês, estudioso e poeta de waka, e talvez a figura literária mais proeminente do século XVIII no Japão. Foi um dos principiantes no gênero yomihon, e suas duas obras-primas, Ugetsu Monogatari (Contos da Chuva e da Lua) e Harusame Monogatari (Contos da Chuva de Primavera), são centrais no cânon da literatura japonesa.

## Biografia
Nascido de uma prostituta e um pai desconhecido em Osaka, Ueda foi adotado aos quatro anos por um rico comerciante que o criou no conforto e lhe proporcionou uma boa educação. Ainda na infância, foi acometido gravemente pela varíola e, embora tivesse sobrevivido, acabou tendo os dedos de ambas as mãos deformados. Durante a sua enfermidade, os pais rezaram ao deus do santuário de Kashima Inari, e Ueda sentiu que esta deidade havia lhe salvado. Ao longo de toda a sua vida, Ueda permaneceu como um forte crente e devoto ao sobrenatural, e esta crença acabou por influenciá-lo em sua literatura, como se pode observar em seu mais famoso trabalho, Contos da Chuva e da Lua, coleção de contos sobre histórias fantasmagóricas.
Herdou, da família Ueda, os negócios do óleo e do papel quando seu pai adotivo faleceu. Porém, não foi um comerciante próspero, tendo, infelizmente, perdido tudo para o fogo após dez anos na profissão. Nesse tempo, publicou diversas histórias humorísticas no estilo ukiyo-zöshi (literalmente traduzido como "Contos do Mundo Flutuante", nome de um estilo de livros de ficção popular publicados entre os anos de 1680 e 1770).
Vendo o fogo como oportunidade de deixar o mundo dos negócios, Ueda começou a estudar medicina sob os ensinamentos de Tsuga Teishö, que além de ensiná-lo a ser doutor, também o levou ao mundo da ficção chinesa coloquial. Em 1776, começou a atuar como médico e também publicou Contos da Chuva e da Lua. Este trabalha coloca-o ao lado de Takisawa Bakin entre os mais proeminentes escritores de yomihon — um novo gênero que representou uma mudança dramática nas práticas de leitura antecessoras.
Além de sua ficção, Ueda se envolveu no campo de pesquisa conhecido como kokugaku (aprendizagem nacional), estudo de filologia e literatura clássica japonesa. Kokugaku foi simbolizado freqüentemente pela rejeição de influências estrangeiras na cultura japonesa, notavelmente a língua chinesa, o budismo e o confucionismo. No entanto, Ueda tomou uma posição altamente independente nestes círculos, e sua vigorosa polêmica gerava disputas com o principal estudioso do movimento, Motoori Norinaga, como pode ser observado nos diálogos epistolares Kagaika (呵刈葭 1787-1788). Alguns também argumentam que Ueda trabalhou este conflito em suas histórias, como em Contos da Chuva e da Lua, começando-as fundamentadas em histórias chinesas e discursos morais/intelectuais, depois passando sob o pano de fundo sensitivo japonês, com seus elementos sobrenaturais e sua profunda emoção (opondo-se a confiança chinesa no intelecto). Porém, também se averigua que Ueda teve um temperamento racional, fortemente empírico, despindo-se das fantasias mitológicas absurdas que eram reavivadas por estudiosos de kokugaku, embora demonstrasse intensa curiosidade, distintivo de sua falta de superioridade patriótica em relação a culturas estrangeiras, sejam dentro do Japão (culturas Ainu e Okinawa), sejam no estrangeiro (Chineses e Ocidentais).
Nos anos que decorreram após a morte de sua esposa, a partir de 1798, sofreu de cegueira temporária, e, embora tivesse readquirido a visão no olho esquerdo, teve comprometimento em suas habilidades de escrita, sendo necessário, a partir daí, ditar muito de seus textos. Nesse momento, passou a se dedicar ao seu segundo yomihon, terminando suas duas primeiras histórias por volta de 1802. A versão completa não foi publicada até 1951, até que foram descobertas seções perdidas do manuscrito. Contos da Chuva de Primavera é bastante diferente de Contos da Lua e da Chuva, e há uma discussão entre estudiosos sobre qual dos dois é o mais grandioso. Entre outras diferenças, Chuva de Primavera não invoca o sobrenatural, e as histórias são de uma duração muito variada. A história intitulada "Hankai" é sobre um rufião desacreditado que de repente se converte ao Budismo e passa a ser um monge piedoso pelo resto de sua vida. A história ancora a coleção em virtude de suas exímias habilidades literárias.
Em 1809, Ueda morre aos 76 anos de idade, em Kyoto.

## Linha do Tempo
- 1755 Publica o primeiro haikai aos 21 anos.
- 1760 Casa-se com Uyema Tama.
- 1761 Seus pais adotivos morrem.
- 1766 Publica "Macacos do Mundo com Orelhas para as Artes" (Shodo Kikimimi Sekenzaru).
- 1767 Publica "Caráteres dos Mistérios do Mundo" (Seken Tekake Katagi).
- 1771 O óleo e o papel da família são destruídos em um incêndio.
- 1776 Publica "Contos da Chuva e da Lua" (Ugetsu Monogatari). Começa a praticar medicina.
- 1788 Aposenta-se e passa a dedicar todo o tempo à escrita e aos estudos acadêmicos.
- 1797 Morre sua esposa. Vem a cegueira temporária.
- 1802 Versões mais velhas existentes de "A Barata Manchada de Sangue" e "As Donzelas Celestiais", as duas primeiras histórias de Contos da Chuva de Primavera.
- 1808 Publica Tandai Shoshin Roku (Expressivas Notas em Negrito).

## Trabalhos
- Contos da Chuva e da Lua (雨月物語 Ugetsu Monogatari) (1776)
- Contos da Chuva de Primavera (春雨物語 Harusame Monogatari) (1809)